# Кондрацкие
Кондрацкие — дворянский род.
Prus primo, Turzyma представлен в красном поле белого цвета восьмиконечный крест, у которого одного кончика недостаёт, а в нашлемнике видна закованная в латы рука с поднятым мечом. Название этого знамени и начало его объясняют прибытием в Польшу в конце X века трёх прусских князей, искавших спасения от меченосцев. Герб этих пруссаков (prus) впоследствии перешёл ко многим польским, украинским и белорусским фамилиям.
Герб Остоя (Ostoja, Ostoya, Ostoia) также принадлежал Кондрацким. 
Род Кондрацких упоминается в родословных книгах Волынской (6 часть, 1830 год), Астраханской (6 часть, 1867), Киевской (6 часть, 1842), Херсонской (1850 год), Подольской (6 часть, 1858 год), Виленской (1 часть) и Ковенской губерний Российской империи.

## Герб Кондрацких
В щите, разделённом лазурью и золотом, солнце переменных финифти и металла.
Щит увенчан дворянским коронованным шлемом. Нашлемник: три страусовых пера, среднее золотое, а крайние лазуревые. Намёт: лазуревый с золотом.